# Pierre Teilhard de Chardin
Pierre Teilhard de Chardin (n. 1 mai 1881, Orcines, Auvergne, Franța – d. 10 aprilie 1955, New York City, New York, SUA) a fost un iezuit francez, geolog, paleontolog, fizician, antropolog și teolog. A încercat să armonizeze teoria evoluționistă cu creștinismul.
A fost profesor de geologie și de paleontologie la Institutul Catolic din Paris și președinte al Societății Franceze de Geologie. A efectuat cercetări științifice în Africa și Asia, contribuind la descoperirea sinantropului.
În anul 1950 a fost ales membru al Academiei Franceze.

## Studiile
A studiat inițial geologia, fizica și chimia. Din 1908 până în 1912 a studiat teologia în Hastings (Sussex, Marea Britanie). A fost hirotonit preot la 24 august 1911, la vârsta de 30 de ani.

## Activitatea
În anul 1926 a intrat în conflict cu Sfântul Oficiu, ceea ce a atras suspendarea sa de la catedra din Franța. Următorii 20 de ani i-a petrecut în China, unde a descoperit „Omul de Peking”, un strămoș al omului modern. Principala sa lucrare, Le phénomène humain, nu i-a fost publicată în timpul vieții din cauză că autoritățile ecleziastice au tărăgănat acordarea unui imprimatur („să fie publicat”), iar fără „imprimatur” Theilhard de Chardin a refuzat să-și publice lucrarea.

## Concepții filozofice
Teilhard de Chardin a încercat să concilieze religia cu știința modernă. Concepția sa cosmogonică și antropologică promovează evoluționismul și transformismul, dar este în esență un organism spiritualist, asemănător cu cel al lui Henri Bergson.
A înlăturat din cosmogeneză miturile biblice creaționiste și a definit omul ca evoluție devenită conștientă de sine, însă a antropomorfizat natura și a dat o interpretare finalistă apariției și dezvoltării speciei umane.
L-a considerat pe Hristos ca motorul evoluției și punctul Omega al Universului.
Gândirea sa socială condamnă individualismul, discriminarea națională și socială, înstrăinarea omului în capitalism, preconizează colectivismul, convergența planetară a energiilor umane, încrederea în viitorul omenirii și în perspectivele uriașe deschise de știință și de tehnică.

## Opera științifică
Principalele sale opere sunt:
- 1955: Fenomenul uman ("Le Phénomène humain")
- 1956: Grupul zoologic uman
- 1956: Apariția omului ("L'Apparition de l'homme")
- 1959: Viitorul omului ("L'Avenir de l'homme")
- 1962: Energia umană ("L'Énergie humaine")
- 1965: Știința și Christos ("Science et Christ")
- 1973: Direcțiile viitorului ("Les Directions de l'avenir")